# 一匹
《一匹》是金牌大风於2009年重磅推出的男子团体青鸟飞鱼的首张EP，在2009年4月27日于台湾和中國大陸同步发行专辑名称取EP的中文谐音。曲风颇为多元，有《怪怪女》和《舞棍》这种类型的舞曲风格的快节奏曲目，也有《肝肠寸未断》和《就此放手》较为抒情的歌曲，大师兄更挺力向助帮忙写出了《昨天是你生日》。

## 曲目
| 编号 | 歌名         | 歌曲持续时间 | 作词   | 作曲   |
| ---- | ------------ | ------------ | ------ | ------ |
| 1    | 怪怪女       | 03:38        | 林文炫 | 金大洲 |
| 2    | 舞棍         | 02:54        | 赵倩   | 金大洲 |
| 3    | 肝肠寸未断   | 04:04        | 林文炫 | 彭青   |
| 4    | 昨天是你生日 | 04:33        | 林文炫 | 胡彦斌 |
| 5    | 就此放手     | 03:53        | 林文炫 | 魏文超 |